# Charles Oliveira
Charles Oliveira da Silva (biệt danh: Do Bronx hoặc Charlie Olives; sinh ngày 17 tháng 10 năm 1989) là một võ sĩ mixed martial arts chuyên nghiệp người Brasil. Anh hiện đang thi đấu ở hạng nhẹ (lightweight) tại Ultimate Fighting Championship (UFC), và là cựu vô địch UFC Lightweight. Bắt đầu sự nghiệp võ thuật thi đấu chuyên nghiệp từ năm 2008, Oliveira chủ yếu tham gia ở các giải hạng nhỏ của Brasil cho đến khi chuyển đến UFC vào năm 2010. Anh hiện đang nắm giữ nhiều kỷ lục UFC, đáng chú ý là võ sĩ có nhiều chiến thắng bằng kỹ thuật khóa (submissions) nhất UFC với 15 trận; và là võ sĩ thắng nhiều trận trực tiếp nhất UFC với 18 trận. Ngày 11 tháng 12 năm 2021 tại sự kiện UFC 269, sau khi bảo vệ đai thành công trước Dustin Poirier, anh được xếp thứ 5 trong bảng xếp hạng đa hạng cân pound-for-pound của UFC.

## Xuất thân và đời tư
Charles Oliveira sinh ra ở Vicente de Carvalho, Guarujá, São Paulo, Brasil, trong một gia đình khó khăn, sống tại cộng đồng nghèo khó Prainya Guaruja. Thời còn nhỏ, khi 7 tuổi, Charles Oliveira được chẩn đoán mắc chứng thấp khớp ở mắt cá chân và bệnh "tiếng thổi của tim" (heart murmurs). Đây là căn bệnh liên quan đến bệnh hở van tim, do đó anh bị các bác sĩ cấm không được phép vận động quá nhiều, yêu cầu ngồi xe lăn. Vì căn bệnh này nên anh phải vật lộn với cơn đau khắp cơ thể và rất khó để cử động. Oliveira cho thấy nỗ lực của mình bằng việc không bao giờ cần đến xe lăn và tích cực điều trị, tiêm thuốc 2 lần mỗi tháng trong nhiều năm, dần dần quay lại với niềm đam mê thể thao là bóng đá.
Oliveira và em trai là Hermison có mong muốn được theo học nhu thuật, cụ thể là nhu thuật Brasil từ nhỏ. Ban đầu, gia đình khó khăn không thể chi trả tiền học, anh được chú của mình giúp đỡ, và bắt đầu tập luyện ở tuổi 12, giành danh hiệu lớn đầu tiên với tư cách là đai trắng vào năm 2003. Anh đã được trao đai đen nhu thuật Brasil dưới sự dẫn dắt của Ericson Cardoso và Jorge Patino Macaco vào năm 2010, sau 10 năm tập luyện và thi đấu. Khi tham gia sự nghiệp võ thuật, anh lấy biệt danh là Do Bronx, theo tiếng lóng Brasil có nghĩa là [người đến từ] khu ổ chuột "of the favela". Charles kết hôn năm 2014 với Talita Roberta Pereira, có một cô con gái, Tayla (sinh năm 2017), thường xuyên trở về vùng quê khu ổ chuột để giúp đỡ người nghèo khổ.

## Sự nghiệp

### Thời kỳ đầu

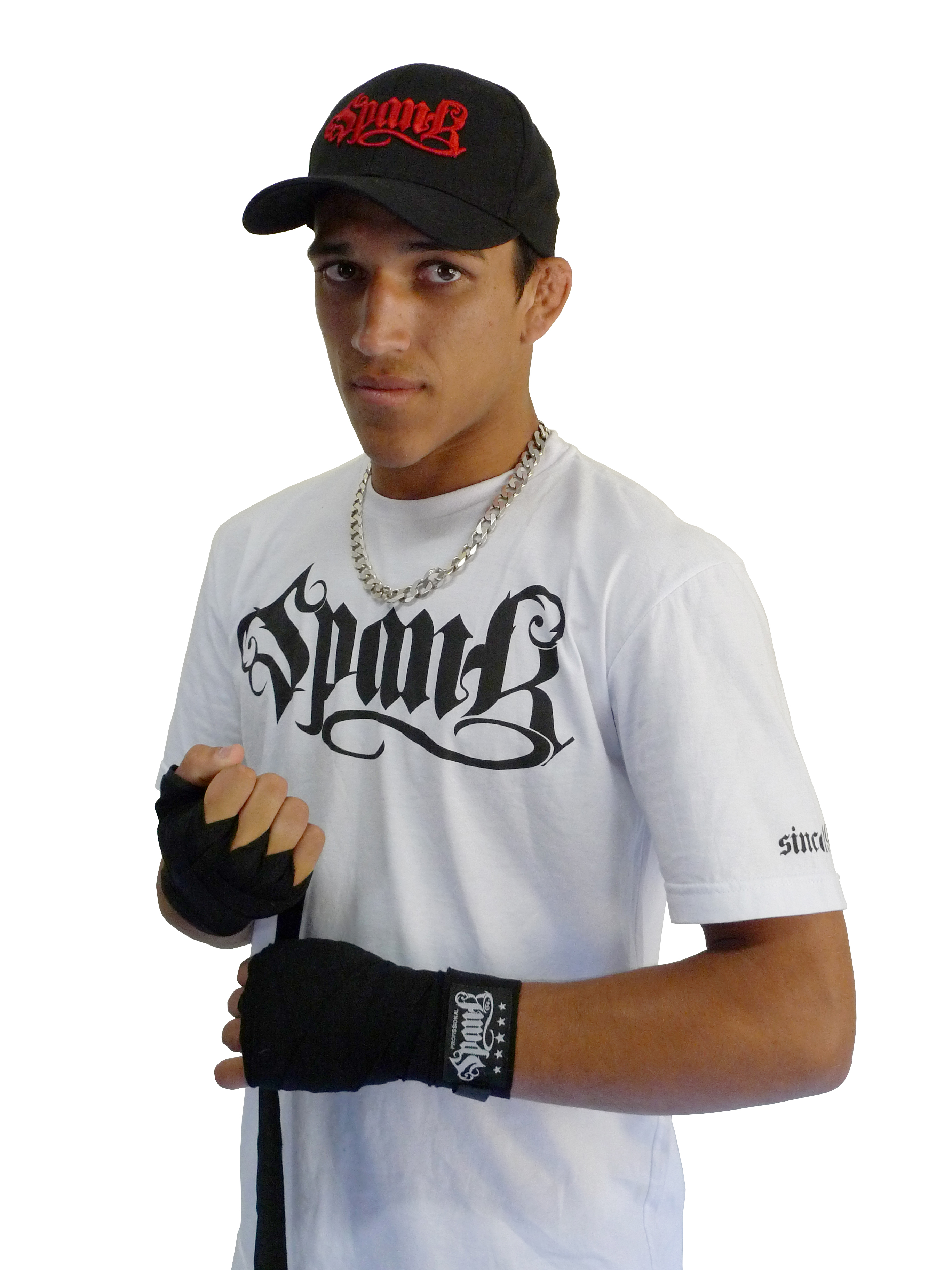
Oliveira năm 2010.

Charles Oliveira bắt đầu sự nghiệp MMA nghiệp dư và sau đó là chuyên nghiệp vào năm 2007 tại quê nhà Brasil, đạt thành tích 12–0, với sáu lần KO và năm lần thắng bằng đòn khóa. Trong ba sự kiện riêng biệt, Oliveira đã thi đấu liền ba trận với ba đối thủ và toàn thắng trong cùng một đêm. Vào tháng 3 năm 2008, Oliveira có trận ra mắt chuyên nghiệp tại sự kiện Predator FC 9 Grand Prix hạng bán trung. Ở hiệp đầu, Oliveira đã đánh bại Jackson Pontes bằng đòn khóa cổ, lọt vào vòng hai của giải đấu được tổ chức vào đêm cùng ngày. Trận đấu thứ hai của Oliveira đối đấu Viscardi Andrade, anh đã thắng TKO bằng đòn đấm vào tiến vào vòng ba, vòng cuối cùng của giải đấu. Oliveira đã chiến thắng sự kiện bằng việc đánh bại Diego Braga bằng TKO.
Sau khi đánh bại Mehdi Baghdad vào tháng 12 năm 2008, Oliveira bước vào một giải đấu khác, lần lượt đánh bại Daniel Fernandes và Eliene Silva bằng KO và TKO. Oliveira đã đánh bại bằng những đòn khóa ba đối thủ liên tiếp trong vài tháng sau đó (bao gồm cả cựu võ sĩ Bellator, Alexandre Bezerra), và giành chiến thắng bởi quyết định không thống nhất (SD) trước Eduardo Pachu vào tháng 9 năm 2009. Oliveira một lần nữa thi đấu trận trong một đêm vào tháng 2 năm 2010 ở sự kiện Warriors Challenge 5, đánh bại Rosenildo Rocha bằng đòn khóa cổ và Diego Bataglia bằng KO.

### Ultimate Fighting Championship

#### 2010 – 2012

Charles Oliveira trên sàn đấu UFC.

Vào tháng 1 năm 2010, Oliveira được vinh danh là võ sĩ Brasil có triển vọng và đáng xem thứ ba trong năm 2010, theo Sherdog. Sau đó, anh đã ký hợp đồng với UFC và có trận ra mắt trước Darren Elkins. Trận đấu này ban đầu được lên kế hoạch cho sự kiện The Ultimate Fighter: Team Liddell v. Team Ortiz Finale, nhưng đã được lùi lại và lên lịch cho UFC Live: Jones v. Matyushenko do vấn đề thị thực xuất nhập cảnh. Đầu trận, Oliveira bị Elkins đánh ngã sớm nhưng nhanh chóng cố gắng kiểm soát trận thế dưới đất, thực hiện kỹ thuật khóa tam giác, đánh bại Elkins bằng đòn khóa tay (armbar) sau 41 giây của hiệp đầu tiên. Trận này đã mang về cho anh giải thưởng Submission of the Night. Oliveira tiếp theo đấu với Efrain Escudero tại UFC Fight Night 22 để thay thế Matt Wiman bị thương. Trận đấu được xếp vào nhóm đồng chính thức, trở thành một trận đấu hấp dẫn sau khi Escudero chuyển cân không thành công sang 159 lb. Oliveira đã đánh bại Escudero ở hiệp 3 bằng đòn khóa cổ, được trao giải Submission of the Night cho lần thứ hai liên tiếp xuất hiện tại UFC. Ngày 11 tháng 12 năm 2010, Oliveira đối đầu với Jim Miller tại UFC 124. Oliveira nhanh chóng bị khóa chân trong hiệp 1 và thua trận đầu tiên trong sự nghiệp.
Oliveira đối đầu với Nik Lentz vào ngày 26 tháng 6 năm 2011 tại UFC Live: Kongo v. Barry. Trận đấu kết thúc ở hiệp thứ hai sau khi Oliveira ra đòn đầu gối hạ Lentz một cách không đúng luật và trọng tài không chú ý khiến Lentz bị choáng váng. Sau khi xem xét sự việc, Ủy ban Thể thao bang Pennsylvania đã lật ngược kết quả và tuyên bố trận không có kết quả (no contest). Tuy nhiên, trận này vẫn mang về cho anh giải Fight of the Night. Oliveira dự kiến sẽ đối đấu với Joe Lauzon vào ngày 19 tháng 11 năm 2011 tại UFC 138. Tuy nhiên, đối thủ được thay đổi thành Donald Cerrone vào ngày 14 tháng 8 năm 2011 tại UFC trên Versus 5. Anh đã thua trận này bằng TKO vào phút 3:01 của hiệp đầu tiên. Huấn luyện viên của anh nói rằng sau khi thua 0–2–1 NC trong 3 trận đấu liên tiếp, anh đã lên kế hoạch giảm xuống hạng lông.
Oliveira được lên lịch đấu với Robert Peralta vào ngày 20 tháng 1 năm 2012 tại UFC on FX: Guillard v. Miller, nhưng được đổi lịch đấu và đối mặt với võ sĩ mới thăng hạng Eric Wisely trong trận đấu hạng lông vào ngày 28 tháng 1 năm 2012 tại UFC trên Fox: Evans v. Davis. Anh đã giành chiến thắng bằng đòn khóa cổ chân đối thủ ngay hiệp đầu. Oliveira đấu với Jonathan Brookins vào ngày 1 tháng 6 năm 2012 tại The Ultimate Fighter 15 Finale, và tiếp tục chiến thắng bằng việc sử dụng tốc độ của mình đánh bại Brookins bằng kỹ thuật khóa trăn (anaconda choke) ở hiệp hai. Oliveira đối đầu với Cub Swanson vào ngày 22 tháng 9 năm 2012 tại UFC 152. Đầu hiệp một, Swanson đã tung liên tục các đòn nặng vào cơ thể Oliveira, khiến anh bị thương, sau đó Swanson thắng KO.

#### 2013 – 2017

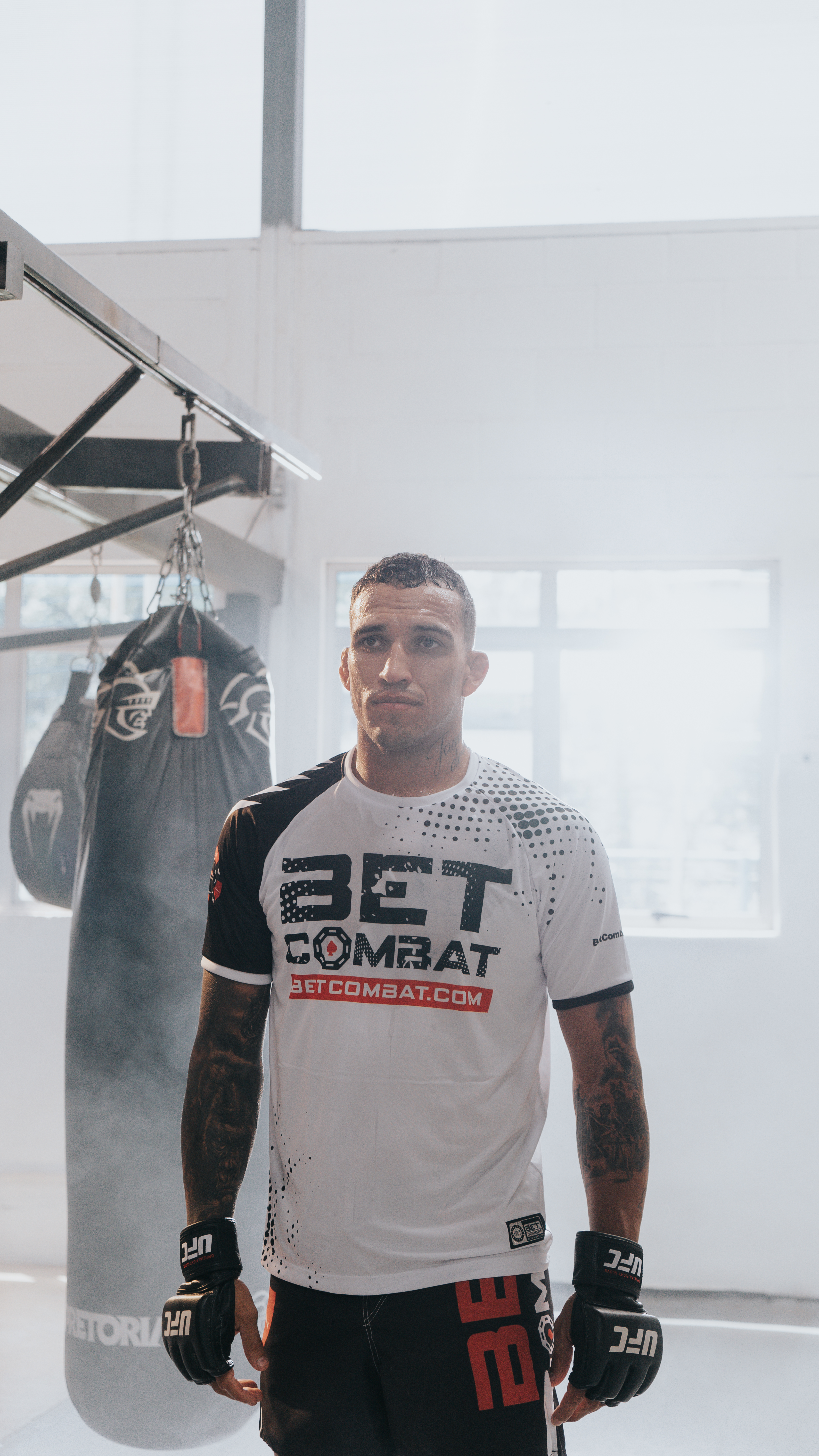
Charles Oliveira trên sân tập luyện.

Ngày 6 tháng 7 năm 2013, Oliveira đối đầu với Frankie Edgar tại UFC 162, và thua UD. Cả hai võ sĩ đều giành được danh hiệu Fight of the Night cho màn trình diễn của họ. Sau đó, anh dự kiến sẽ đối đầu với Estevan Payan vào ngày 19 tháng 10 năm 2013 tại UFC 166. Tuy nhiên, Payan buộc phải rời sân vì bị gãy chân và được thay bằng Jeremy Larsen. Sau đó, vào ngày 5 tháng 10, Oliveira rút lui khỏi trận đấu với Larsen với lý do cơ đùi bị căng. Oliveira đối đầu với Andy Ogle vào ngày 15 tháng 2 năm 2014 tại UFC Fight Night 36, thắng trận bằng đòn khóa cổ tam giác ở hiệp 3. Chiến thắng này cũng mang về cho anh giảu Performance of the Night đầu tiên. Ngày 28 tháng 6 năm 2014, anh đấu với Hatsu Hioki vào  tại UFC Fight Night 43, thắng trận bằng đòn khóa trăn, và trở thành người đầu tiên đánh bại Hioki.
Oliveira dự kiến sẽ đối đầu với Nik Lentz trong trận tái đấu vào ngày 5 tháng 9 năm 2014, tại UFC Fight Night 50. Khi đo cân, Oliveira đã vượt qua mức giới hạn 146 lbs hạng lông khi nặng tới 150 lbs. Sau đó, ban đầu anh buộc phải nhường 20% lợi nhuận của mình cho đối thủ Nik Lentz và trận đấu được đổi thành trận chuyển cân nặng. Tuy nhiên, anh đã rút khỏi trận này sau khi anh bị ốm do ảnh hưởng của quá trình cắt giảm trọng lượng. Oliveira đối đầu với Jeremy Stephens vào ngày 12 tháng 12 năm 2014 tại The Ultimate Fighter 20 Finale, và thắng trận UD. Oliveira cuối cùng đã tái đấu với Nik Lentz ngày 30 tháng 5 năm 2015 tại UFC Fight Night 67. Sau hai hiệp đấu đầu tiên cân bằng, Oliveria đã giành chiến thắng bằng đòn khóa máy chém (guillotine choke) ở hiệp 3. Chiến thắng đã mang lại cho Oliveria  giải Performance of the Night và Fight of the Night.
Oliveira đấu với Max Holloway vào ngày 23 tháng 8 năm 2015 tại UFC Fight Night 74. Anh đã thua TKO ở hiệp 1 sau khi bị chấn thương cổ, vai trong khi cố gắng vật ngã đối thủ không thành công. Vết thương sau đó được mô tả là một vết rách nhỏ trong thực quản, mặc dù đã được xuất viện từ bệnh viện Saskatoon vào ngày hôm sau và xét nghiệm âm tính với các vết thương lớn ở ngực, cổ họng. Sau đó, anh xác nhận về việc bị một vết thương nhẹ ở cổ, liên quan đến chấn thương trước đó từ trại huấn luyện, và không yêu cầu phẫu thuật. Ngày 19 tháng 12 năm 2015, Oliveira đối đầu với Myles Jury tại UFC trên Fox 17. Ở lần cân của trận này, anh đã vượt cân lần thứ ba trong sự nghiệp UFC. Oliveira đã giành chiến thắng bằng đòn khóa máy chém ngay hiệp đầu. Ngày 27 tháng 8 năm 2016, Oliveira đấu với Anthony Pettis tại UFC trên Fox 21. Sau ba hiệp hao tổn sức lực, Pettis đã đánh bại Oliveira bằng đòn khóa máy chém. Oliveira đối mặt với Ricardo Lamas vào ngày 5 tháng 11 năm 2016 tại The Ultimate Fighter Latin America 3 Finale. Trận đấu đã được chuyển cân là 155 lbs, vì Oliveira đã lệch cân tới gần 10 lbs. Lamas đã giành chiến thắng tiếp tục bằng đòn khóa máy chém. Oliveira đấu với Will Brooks trong một trận đấu hạng nhẹ vào ngày 8 tháng 4 năm 2017 tại UFC 210. Sau hai trận thất bại liên tục cùng bằng đòn khóa máy chém, anh đã giành chiến thắng bằng đòn khóa cổ ở hiệp 1, được trao giải Performance of the Night. Sau đó, Oliveira đấu với Paul Felder vào ngày 2 tháng 12 năm 2017 tại UFC 218, thua TKO ở hiệp thứ hai sau khi Felder tung hàng loạt đòn củi chỏ lực sát thương lớn.

#### 2018 – 2020

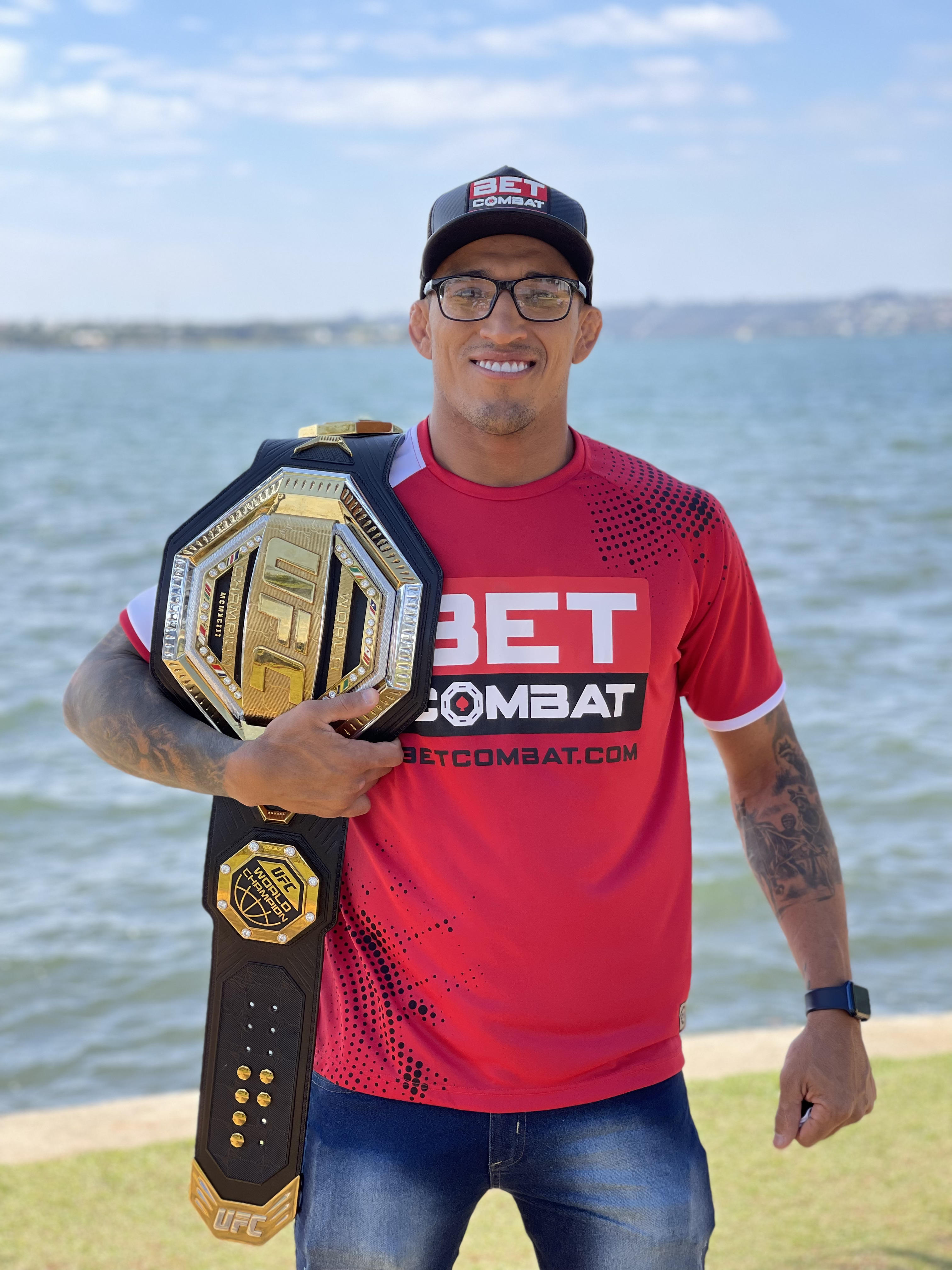
Oliveira và đai vô địch UFC Lightweight.

Ngày 9 tháng 6 năm 2018, Oliveira đối đầu với Clay Guida tại UFC 225, thay thế cho Bobby Green vì bị thương. Đây là trận đầu tiên của anh từ năm 2018, mở màn một bước tiến mới trong sự nghiệp của mình. Ở trận này, anh đã hạ gục đối thủ bằng đòn khóa máy chém, thắng trong hiệp đầu, nhận giải Performance of the Night. Oliveira đối mặt với cựu binh Christos Giagos trở lại vào ngày 22 tháng 9 năm 2018 tại UFC Fight Night 137. Anh đã chiến thắng bằng đòn khóa cổ ở hiệp 2. Với chiến thắng này, Oliveira đã vượt qua Royce Gracie để có giữ kỷ lục võ sĩ giành được nhiều trận thắng bằng đòn khóa nhất (11) trong lịch sử UFC, đồng thời nhận giải Performance of the Night thứ sáu. Oliveira đối mặt với Jim Miller trong trận tái đấu vào ngày 15 tháng 12 năm 2018 tại UFC trên Fox 31, giành chiến thắng bằng đòn khóa cổ ngay hiệp một, tiếp tục nhận giải Performance of the Night thứ 7 (thiết lập một kỷ lục mới) và mở rộng kỷ lục về số trận thắng bằng đòn khóa nhất lịch sử UFC (12).
Ngày 2 tháng 2 năm 2019, Oliveira đấu với David Teymur tại UFC Fight Night 144, thắng trận bằng đòn khóa trăn ở hiệp 2. Với chiến thắng này, kỷ lục UFC về số trận thắng bằng đòn khóa đạt mốc 13, nhận giải Performance of the Night. Ngày 18 tháng 5 năm 2019, Oliveira ký tiếp hợp đồng 5 trận mới với UFC, đấu trận thứ bai Nik Lentz tại UFC Fight Night 152, và thắng TKO ở hiệp 2. Thay thế Leonardo Santos, Oliveira đấu với Jared Gordon vào ngày 16 tháng 11 năm 2019 tại UFC trên ESPN + 22, đánh bại KO đối thủ ngay đầu trận, nhận giải Performance of the Night.
Ngày 14 tháng 3 năm 2020, Oliveira đấu với Kevin Lee trong sự kiện chính tại UFC Fight Night 170. Khi cân trước trận, Lee nặng 158,5 lbs, cao hơn 2,5 lbs so với giới hạn hạng nhẹ là 156 lbs, và Lee đã bị phạt 20 lợi nhuậ từ trận. Oliveira đã giành chiến thắng bằng đòn khóa máy chém ở hiệp 3, nhận giải Performance of the Night, gia tăng kỷ lục về số trận thắng bằng đòn khóa lên con số 14, vươn lên vị trí thứ hai về số tiền thưởng nhận được, và kéo dài chuỗi thắng trực tiếp lên con số 7, ngang bằng chuối chiến thắng trực tiếp với Donald Cerone ở UFC. Sau đó, anh đã được lên lịch gặp Beneil Dariush vào ngày 4 tháng 10 năm 2020 tại UFC trên kênh ESPN: Holm v. Aldana. Tuy nhiên, anh đã rút khỏi trận này mà không tiết lộ lý do. Ngày 12 tháng 12 năm 2020, Oliveira đấu với Tony Ferguson tại UFC 256 trong nhóm sự kiện chính. Sau ba hiệp đấu vượt trội, anh đã giành chiến thắng UD, nhận giải Performance of the Night thứ 11.

#### UFC Lightweight Championship
Sau 8 trận thắng liên tiếp ở hạng nhẹ UFC, Oliveira được trao quyền tranh đai vô địch hạng nhẹ. Anh đấu với cựu vô địch hạng nhẹ Bellator ba lần, Michael Chandler tranh chức vô địch hạng nhẹ UFC còn trống sau khi cựu vô địch Khabib Nurmagomedov giải nghệ, tại UFC 262 vào ngày 15 tháng 5 năm 2021. Mặc dù bị Chandler áp đảo, đánh ngã ở hiệp đầu, nhưng Oliveira đã giành chiến thắng TKO ở hiệp 2 để giành chức vô địch hạng nhẹ UFC. Với chiến thắng này, anh đã phá thêm một kỷ lục nữa, đó là đạt được nhiều trận loại trực tiếp nhất lịch sử UFC. Chiến thắng này cũng mang về cho Oliveira giải thưởng Performance of the Night. Oliveira dự kiến sẽ bảo vệ danh hiệu trước Dustin Poirier vào ngày 11 tháng 12 năm 2021 tại UFC 269.
Ngày 11 tháng 12 năm 2021, tại UFC 269, Charles Oliveira đã thành công bảo vệ danh hiệu vô địch hạng nhẹ với chiến thắng trước Dustin Poirier. Trong trận, Poirier là người đánh choáng được Oliveira trước tiên ở hiệp 1, sau đó trận đấu cân bằng, rồi Oliveira chiếm lợi thế lớn trong hiệp 2 nhờ grappling. Ở hiệp 3, Oliveira tiếp tục bắt lưng Poirier sau tình huống đẩy đài đầu tiên và giành chiến thắng bằng đòn khóa tư thế đứng rear-naked-choke.

## Thống kê
| Thống kê thành tích chuyên nghiệp |          |        |
| 41 trận                           | 32 thắng | 8 thua |
| Bằng knockout                     | 9        | 4      |
| Bằng submission                   | 20       | 3      |
| Bằng quyết định trọng tài         | 3        | 1      |
| No contest                        | 1        | 1      |

| KQ    | Chỉ số   | Đối thủ           | Dạng                          | Sự kiện                                                            | Ngày                 | Hiệp | Giờ  | Địa điểm                    | Ghi chú |
| ----- | -------- | ----------------- | ----------------------------- | ------------------------------------------------------------------ | -------------------- | ---- | ---- | --------------------------- | --- |
| Thắng | 32–8 (1) | Dustin Poirier    | Khóa đứng                     | UFC 269                                                            | 11 tháng 12 năm 2021 | 3    | 1:02 | Las Vegas                   | Giữ đai UFC Lightweight. Nâng kỷ lục thắng trực tiếp UFC (18), nâng kỷ lục thắng bằng đòn khóa (15). Performance of the Night. |
| Thắng | 31–8 (1) | Michael Chandler  | TKO (đấm)                     | UFC 262                                                            | 15 tháng 5 năm 2021  | 2    | 0:19 | Houston, Texas              | Giành đai UFC Lightweight. Phá kỷ lục thắng trực tiếp UFC (17). Performance of the Night.                                      |
| Thắng | 30–8 (1) | Tony Ferguson     | UD                            | UFC 256                                                            | 12 tháng 12 năm 2020 | 3    | 5:00 | Las Vegas, Nevada           | |
| Thắng | 29–8 (1) | Kevin Lee         | Khóa (guillotine choke)       | UFC Fight Night: Lee vs. Oliveira                                  | 14 tháng 3 năm 2020  | 3    | 0:28 | Brasília                    | Chuyển cân (158.5 lb); Lee lệch cân. Performance of the Night. Phá kỷ lục số trận thắng bằng đòn khóa UFC (14).                |
| Thắng | 28–8 (1) | Jared Gordon      | KO (đấm)                      | UFC Fight Night: Błachowicz vs. Jacaré                             | 16 tháng 11 năm 2019 | 1    | 1:26 | São Paulo                   | Performance of the Night. |
| Thắng | 27–8 (1) | Nik Lentz         | TKO (đấm)                     | UFC Fight Night: dos Anjos vs. Lee                                 | 18 tháng 5 năm 2019  | 2    | 2:11 | Rochester, New York         | |
| Thắng | 26–8 (1) | David Teymur      | Khóa (anaconda choke)         | UFC Fight Night: Assunção vs. Moraes 2                             | 2 tháng 2 năm 2019   | 2    | 0:55 | Fortaleza                   | Performance of the Night. Phá kỷ lục số trận thắng bằng đòn khóa UFC (13).                                                     |
| Thắng | 25–8 (1) | Jim Miller        | Submission (rear-naked choke) | UFC on Fox: Lee vs. Iaquinta 2                                     | 15 tháng 12 năm 2018 | 1    | 1:15 | Milwaukee, Wisconsin        | Performance of the Night. Phá kỷ lục số trận thắng bằng đòn khóa UFC (12).                                                     |
| Thắng | 24–8 (1) | Christos Giagos   | Khóa cổ                       | UFC Fight Night: Santos vs. Anders                                 | 22 tháng 9 năm 2018  | 2    | 3:22 | São Paulo                   | Phá kỷ lục số trận thắng bằng đòn khóa UFC (11). Performance of the Night.                                                     |
| Thắng | 23–8 (1) | Clay Guida        | Khóa (guillotine choke)       | UFC 225                                                            | 9 tháng 6 năm 2018   | 1    | 2:18 | Chicago, Illinois           | Performance of the Night. |
| Thua  | 22–8 (1) | Paul Felder       | TKO (củi chỏ)                 | UFC 218                                                            | 2 tháng 12 năm 2017  | 2    | 4:06 | Detroit, Michigan           | |
| Thắng | 22–7 (1) | Will Brooks       | Khóa cổ                       | UFC 210                                                            | 8 tháng 4 năm 2017   | 1    | 2:30 | Buffalo, New York           | Trở lại Lightweight. Performance of the Night.                                                                                 |
| Thua  | 21–7 (1) | Ricardo Lamas     | Khóa (guillotine choke)       | The Ultimate Fighter Latin America 3 Finale: dos Anjos v. Ferguson | 5 tháng 11 năm 2016  | 2    | 2:13 | Mexico City                 | Chuyển cân (155 lb); Oliveira lệch cân.                                                                                        |
| Thua  | 21–6 (1) | Anthony Pettis    | Khóa (guillotine choke)       | UFC on Fox: Maia vs. Condit                                        | 27 tháng 8 năm 2016  | 3    | 1:49 | Vancouver, British Columbia | |
| Thắng | 21–5 (1) | Myles Jury        | Khóa (guillotine choke)       | UFC on Fox: dos Anjos vs. Cerrone 2                                | 19 tháng 12 năm 2015 | 1    | 3:05 | Orlando, Florida            | Chuyển cân (150.5 lb); Oliveira lệch cân.                                                                                      |
| Thua  | 20–5 (1) | Max Holloway      | TKO                           | UFC Fight Night: Holloway vs. Oliveira                             | 23 tháng 8 năm 2015  | 1    | 1:39 | Saskatoon                   | |
| Thắng | 20–4 (1) | Nik Lentz         | Khóa (guillotine choke)       | UFC Fight Night: Condit vs. Alves                                  | 30 tháng 5 năm 2015  | 3    | 1:10 | Goiânia                     | Performance of the Night. Fight of the Night.                                                                                  |
| Thắng | 19–4 (1) | Jeremy Stephens   | UD                            | The Ultimate Fighter: A Champion Will Be Crowned Finale            | 12 tháng 12 năm 2014 | 3    | 5:00 | Las Vegas, Nevada           | Chuyển cân (146.5 lb); Oliveira lệch cân.                                                                                      |
| Thắng | 18–4 (1) | Hatsu Hioki       | Khóa (anaconda choke)         | UFC Fight Night: Te Huna vs. Marquardt                             | 28 tháng 6 năm 2014  | 2    | 4:28 | Auckland                    | Performance of the Night. |
| Thắng | 17–4 (1) | Andy Ogle         | Khóa (triangle choke)         | UFC Fight Night: Machida vs. Mousasi                               | 15 tháng 2 năm 2014  | 3    | 2:40 | Jaraguá do Sul              | Performance of the Night. |
| Thua  | 16–4 (1) | Frankie Edgar     | UD                            | UFC 162                                                            | 6 tháng 6 năm 2013   | 3    | 5:00 | Las Vegas, Nevada           | Fight of the Night. |
| Thua  | 16–3 (1) | Cub Swanson       | KO (đấm)                      | UFC 152                                                            | 22 tháng 9 năm 2012  | 1    | 2:40 | Toronto, Ontario            | Chuyển cân (146.2 lb); Oliveira lệch cân.                                                                                      |
| Thắng | 16–2 (1) | Jonathan Brookins | Khóa (guillotine choke)       | The Ultimate Fighter: Live Finale                                  | 1 tháng 6 năm 2012   | 2    | 2:42 | Las Vegas, Nevada           | |
| Thắng | 15–2 (1) | Eric Wisely       | Khóa (calf slicer)            | UFC on Fox: Evans vs. Davis                                        | 28 tháng 1 năm 2012  | 1    | 1:43 | Chicago, Illinois           | Ra mắt Featherweight. Submission of the Night.                                                                                 |
| Thua  | 14–2 (1) | Donald Cerrone    | TKO (đấm)                     | UFC Live: Hardy vs. Lytle                                          | 14 tháng 8 năm 2011  | 1    | 3:01 | Milwaukee, Wisconsin        | |
| NC    | 14–1 (1) | Nik Lentz         | NC                            | UFC Live: Kongo vs. Barry                                          | 26 tháng 6 năm 2011  | 2    | 1:48 | Pittsburgh, Pennsylvania    | Kết quả trận bị hủy. Fight of the Night.                                                                                       |
| Thua  | 14–1     | Jim Miller        | Khóa gối                      | UFC 124                                                            | 11 tháng 12 năm 2010 | 1    | 1:59 | Montreal, Quebec            | |
| Thắng | 14–0     | Efrain Escudero   | Khóa cổ                       | UFC Fight Night: Marquardt vs. Palhares                            | 15 tháng 9 năm 2010  | 3    | 2:25 | Austin, Texas               | Chuyển cân (159 lb); Escudero lệch cân. Submission of the Night.                                                               |
| Thắng | 13–0     | Darren Elkins     | Khóa tay                      | UFC Live: Jones vs. Matyushenko                                    | 1 tháng 8 năm 2010   | 1    | 0:41 | San Diego, California       | Submission of the Night. |
| Thắng | 12–0     | Diego Bataglia    | KO                            | Warriors Challenge 5                                               | 14 tháng 2 năm 2010  | 1    | N/A  | Porto Belo                  | |
| Thắng | 11–0     | Rosenildo Rocha   | Khóa cổ                       | Warriors Challenge 5                                               | 14 tháng 2 năm 2010  | 1    | 1:21 | Porto Belo                  | |
| Thắng | 10–0     | Eduardo Pachu     | SD                            | Eagle Fighting Championship                                        | 26 tháng 9 năm 2009  | 3    | 5:00 | São Paulo                   | |
| Thắng | 9–0      | Alexandre Bezerra | Khóa (anaconda choke)         | First Class Fight 3                                                | 18 tháng 9 năm 2009  | 2    | 1:11 | São Paulo                   | |
| Thắng | 8–0      | Dom Stanco        | Khóa cổ                       | Ring of Combat 24                                                  | 17 tháng 4 năm 2009  | 1    | 3:33 | Atlantic City, New Jersey   | |
| Thắng | 7–0      | Carlos Soares     | Khóa (triangle armbar)        | Jungle Fight 12: Warriors 2                                        | 21 tháng 3 năm 2009  | 1    | 2:48 | Rio de Janeiro              | |
| Thắng | 6–0      | Elieni Silva      | TKO                           | Korea Fight 1                                                      | 29 tháng 12 năm 2008 | 2    | N/A  | São Paulo                   | |
| Thắng | 5–0      | Daniel Fernandes  | KO (đấm)                      | Korea Fight 1                                                      | 29 tháng 12 năm 2008 | N/A  | N/A  | São Paulo                   | |
| Thắng | 4–0      | Mehdi Baghdad     | TKO (đấm)                     | Kawai Arena 1                                                      | 13 tháng 12 năm 2008 | 1    | 1:01 | São Paulo                   | Ra mắt Lightweight. |
| Thắng | 3–0      | Diego Braga       | TKO (đấm)                     | Predador FC 9: Welterweight Grand Prix                             | 15 tháng 3 năm 2008  | 1    | 2:30 | São Paulo                   | Giành giải PFC Welterweight Grand Prix.                                                                                        |
| Thắng | 2–0      | Viscardi Andrade  | TKO (đấm)                     | Predador FC 9: Welterweight Grand Prix                             | 15 tháng 3 năm 2008  | 1    | 2:47 | São Paulo                   | Bán kết PFC Welterweight Grand Prix.                                                                                           |
| Thắng | 1–0      | Jackson Pontes    | Khóa cổ                       | Predador FC 9: Welterweight Grand Prix                             | 15 tháng 3 năm 2008  | 1    | 2:11 | São Paulo                   | Tứ kết PFC Welterweight Grand Prix.                                                                                            |